# Цируль, Карл Юрьевич
Карл Юрьевич Ци́руль (Цирулис, латыш. Kārlis Cīrulis; 1857—1924) — российский педагог, деятель в области трудового обучения. 

## Биография
В 1883 году окончил Петербургский учительский институт и в течение 1884—1912 годов преподавал в нём ручной труд. После 1917 года работал в Петроградском педагогическом институте (ныне Российский педагогический университет) и в школе 2-й ступени. 
Ознакомившись с системами ручного труда — «шведской» («слойдом») О. Саломона и «русской» Д. К. Советкина, Цируль стал пропагандистом, теоретиком и методистом оригинальной русской системы педагогического ручного труда, развивавшей идеи И. Г. Песталоцци, А. Клаусона-Кааса, Э. Шенкендорфа и В. Гетце и др. Им была создана предметно-операционная система школьного обучения ручному труду, в которой основное внимание уделялось постепенному усложнению трудовых задач, овладению приёмами и инструментами и на этой основе — изготовлению конкретных полезных вещей. В 1915 году он возглавил подкомиссию по ручному труду в связи с намечавшейся реформой средней школы по проекту П. Н. Игнатьева.
Деятельность Цируля и его сторонников (Н. В. Касаткин, И. К. Карель, Сент-Илер, E. К. Соломин, H. П. Столпянский, В. И. Фармаковский и др.) способствовала тому, что ручной труд как общеобразовательный предмет был введён в учебных заведениях России (учительских институтах и семинариях, городских и сельских училищах). Им была напечатана работа «Ручной труд в общеобразовательной школе» (СПб.: тип. В. Демакова, 1889. — 70 с.); составлены и изданы: «Систематическое руководство по ручному труду» (совм. с Н. Касаткиным; 1891) и «Начальный курс ручного труда» (1900).
Цируль был одним из инициаторов создания в 1909 году Российского общества педагогического ручного труда и его председателем (1909); им был основан журнал «Трудовое воспитание» (1914, вышло 4 номера).